# Myrra Malmberg
Myrra Malmberg (20 de diciembre de 1966, Farsta, Estocolmo, Suecia) es una cantante de Suecia (país a donde emigró juntos a sus padres durante su adolescencia).
La música siempre desempeñó un papel importante en su vida, aunque nunca lo llegó a considerar como su verdadera vocación. Siendo niña aprendió a tocar varios instrumentos musicales, a la vez que tomaba clases de baile. Más tarde, esa afición por la música, se convertiría en una auténtica profesión al comenzar a tomar parte en diversos musicales como "Cats", "West Side Story" y "El Violinista Sobre El Tejado".
Deseosa de seguir expandiendo su carrera, se trasladó a Inglaterra para probar fortuna en el West End de Londres. Rápidamente consiguió los papeles protagonistas en musicales como "El Fantasma De La Ópera", "Los Miserables" o "Grandes Expectativas" y participó en conciertos como celebrado en la Catedral de San Paul de Londres en homenaje a Andrew Lloyd Weber. Paralelamente, Myrra participó durante una temporada en la serie de la BBC, "Showstoppers". 
En 1994 recibiría el equivalente sueco de los Grammy por participar en la versión en sueco de la banda sonora de la película de dibujos animados "Aladino". Siguiendo con su agitada vida laboral, compaginó su papel de Maria en el musical "West Side Story" en los musicales de la ópera de Gotemburgo y en Roma. Igualmente, fue la protagonista de la mayor producción de "Evita" en Suecia.
En el año 1998, participó en el Melodifestivalen con el tema "Julia", canción que no consiguió la primera criba selectiva del festival y no tuvo un gran éxito comercial.
Más tarde, Myrra sería invitada a dar una serie de conciertos en Japón, lo que condujo más tarde a publicar un disco de música bossa nova, "Bossa Kiss Pop", que fue publicada con éxitos en diferentes países asiáticos.
Mientras desarrollaba su fulgurante carrera profesional, comenzó a componer canciones como una afición más. Junto a otros tres músicos (Peter Nordahl, Gunnar Nordén y Magnus Persson) acabaría publicando estos temas en un álbum llamado "Serendipity" que vería la luz el 13 de octubre de 2004. 